# 巴爾奇德

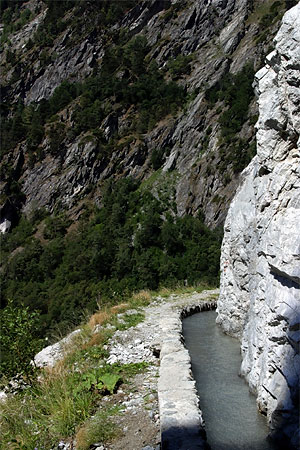

巴爾奇德（德语：Baltschieder）是瑞士的城鎮，位於該國南部，由瓦萊州負責管轄，面積31.44平方公里，海拔高度658米，2011年人口1,248，九成人口信奉羅馬天主教，人口密度每平方公里40人。

## 外部連結
- Official website （页面存档备份，存于） （德文）